# Spooks
Spooks is een Britse televisieserie die werd geproduceerd door Kudos voor de BBC. De reeks werd oorspronkelijk van 2002 tot en met 2011 uitgezonden.  Spooks gaat over de antiterreureenheid van de Britse binnenlandse veiligheidsdienst MI5. De titel is afgeleid van Engels slang voor een spion: spook. De reeks werd voor het eerst op 13 mei 2002 door de BBC uitgezonden. In 2003 kreeg ze in eigen land een BAFTA-prijs voor beste dramaserie.
De serie werd gecreëerd door David Wolstencroft. Veel bekende acteurs hebben er een gastrol in vervuld, onder wie Hugh Laurie, Robert Hardy, Tim McInnerny, Bruce Payne, Reece Dinsdale, Ian McDiarmid, Ewen Bremner, Jimi Mistry, Andy Serkis, Andrew Tiernan, Anton Lesser, Anupam Kher, Alexander Siddig, Martine McCutcheon en Anthony Head.
Vanaf september 2010 was de serie te zien met het negende seizoen op de BBC. De BBC maakte tevens bekend dat seizoen 10 het laatste seizoen is, de laatste aflevering is op 23 oktober 2011 uitgezonden.
In Nederland werden de series één tot en met zes uitgezonden door diverse omroepen. In het najaar van 2012 zond de VARA seizoen zeven uit op Nederland 3.

## Achtergrond
Per seizoen heeft de serie zes tot tien afleveringen van ongeveer zestig minuten. Elke aflevering begint met een korte intro, waarin de kijker meestal op de hoogte wordt gebracht van de operatie waar de eenheid op dat moment mee bezig is, waarna de openingstune wordt gestart. Een aflevering eindigt vrij abrupt doordat het laatste shot in negatief verschijnt en stopgezet wordt. De serie kent geen aftiteling. De reden hiervoor is dat op deze wijze de anonimiteit van het leven als spion wordt benadrukt. In de originele versies volgt hierna nog de trailer van de volgende aflevering, maar in Nederland is die er afgeknipt (evenals de terugblik aan het begin van elke aflevering).
In de eerste vijf seizoenen bestaat de serie uit opzichzelfstaande verhalen, maar er zit wel een duidelijke rode draad in, met name wat betreft het privéleven van de hoofdpersonages. Slechts een enkele keer wordt een operatie in twee afleveringen verteld (bijvoorbeeld afleveringen 1 en 2 van seizoen 4). Vanaf seizoen 6 is de opzet veranderd en heeft elk seizoen een grotere overkoepelende verhaallijn. Niet altijd, maar wel vaak, eindigt de seizoensfinale met een spannende cliffhanger. De verhalen spelen zich grotendeels af in Londen, waar het hoofdkwartier (Thames House) van MI5 gevestigd is (hoewel in de serie voor de entree van Thames House gebruik wordt gemaakt van Freemasons’ Hall). Soms wordt er uitgeweken naar andere delen van het Verenigd Koninkrijk (onder andere Liverpool en de kust van Suffolk).

## Personages

### Huidige personages met hun functie binnen "The Grid"
- Sir Harry Pearce (Peter Firth; 2002–2011) Hoofd van Antiterreureenheid MI5,[2] MI5
- Erin Watts (Lara Pulver; 2011) Section head, Senior Case Officer, Section D
- Calum Reed (Geoffrey Streatfeild; 2011) Junior Case Officer, Section D
- Dimitri Levendis (Max Brown; 2010-2011) Junior Case Officer,[3] Section D
- Tom Quinn (Matthew Macfadyen; 2002–2004, 2011) Section head, Senior Case Officer. Ontslagen na het laten mislukken van een belangrijke missie. Werkte later op privébasis en werd ingehuurd door Harry om een groep Russische nationalisten die een oorlog tussen het Verenigd Koninkrijk en Rusland wilden uitlokken, uit de weg te ruimen.

### Overige huidige personages
- William Towers (Simon Russell Beale; 2010-2011) Brits minister van Binnenlandse zaken in de Conservatieve/Liberaal-Democratische regering.
- Ilya Gavrik (Jonathan Hyde; 2011) Russische politicus en voormalige tegenstander van Harry.
- Sasha Gavrik (Tom Weston-Jones; 2011) Zoon van Ilya Gavrik en FSB-agent.

### Voormalige personages van "The Grid" met hun functie
- Ruth Evershed (Nicola Walker; 2003-2006, 2009–2011) Informatie-analiste,[4] Section D. Wierp zichzelf voor Harry toen Sasha Gavrik hem probeerde neer te steken met een stuk glas en overleefde dit niet.
- Tariq Masood (Shazad Latif; 2009–2011) Techneut en data-analist,[5] Section D. Werd vergiftigd toen hij ontdekte wie zijn computer had gehackt.
- Beth Bailey (Sophia Myles; 2010) Junior Case Officer,[6] Section D. Werd door Erin Watts in de periode tussen seizoen 9 en seizoen 10 ontslagen.
- Lucas North (alias John Bateman) (Richard Armitage; 2008-2010) Hoofd van Section D en Senior Case Officer,[7] Section D. Pleegde zelfmoord na een confrontatie met Harry door van een gebouw te springen in de laatste aflevering van seizoen 9.
- Malcolm Wynn-Jones (Hugh Simon; 2002–2009, 2010) Techneut en data-analist, Section D. Ging met pensioen tijdens seizoen 8, maar kwam nog even terug in seizoen 9 (afleveringen 6 en 7).
- Ros Myers (Hermione Norris; 2006–2009) Head of Section D, Senior Case Officer. Omgekomen bij een bomexplosie toen ze Andrew Lawrence probeerde te redden.[8]
- Jo Portman (Miranda Raison; 2005–2009) Hield een terrorist vast die door Ros Myers werd doodgeschoten. De kogel ging dwars door de terrorist heen en raakte Jo.
- Adam Carter (Rupert Penry-Jones; 2004–2008) Head of Section D, Senior Case Officer. Omgekomen door een Russische autobom in Londen.
- Zafar Younis (Raza Jaffrey; 2004–2007) Junior Case Officer, Section D. Ontvoerd door huurlingen die geheime agenten gevangennemen en aan terroristen verkopen. Later werd zijn dode lichaam teruggevonden.
- Fiona Carter (Olga Sosnovska; 2004–2005) Vrouw van Adam en gedetacheerd van MI6. Neerschoten door haar Syrische ex-man.
- Helen Flynn (Lisa Faulkner; 2002) Junior Case Officer. Gemarteld en doodgeschoten door een extreemrechtse terrorist.
- Danny Hunter (David Oyelowo; 2002–2004) Junior Case Officer, Section D. Doodgeschoten tijdens een gijzeling.
- Colin Wells (Rory MacGregor; 2002–2006) Techneut en data-analist. Opgehangen door leden van MI6 bij een samenzweringscomplot.
- Connie James (Gemma Jones; 2007–2008) Senior-analiste,[9] Section D. Ontmaskerd als FSB-mol, en omgekomen door de explosie van een draagbaar nucleair wapen dat zij deels wist onschadelijk te maken.
- Sam Buxton (Shauna Macdonald; 2003–2005) Administratieve hulpkracht. Na Danny's dood teruggegaan naar GCHQ.
- Jed Kelley (Graeme Mearns; 2002) Administratieve hulpkracht. Ook daarheen teruggekeerd.[10]
- Ben Kaplan (Alex Lanipekun; 2007–2008) Junior Case Officer,[11] Section D. Vermoord door collega en FSB-mol Connie James.
- Zoe Reynolds (Keeley Hawes; 2002–2004) Junior Case Officer, Section D. Gedwongen MI5 te verlaten en uitgezonden naar Chili onder een nieuwe identiteit nadat zij schuldig was bevonden aan doodslag tijdens een undercovermissie.

### Overige voormalige personages
- Elena Gavrik (Alice Krige; 2011) Vrouw van Ilya Gavrik en oude geliefde van Harry. Bleek later een belangrijke factor te zijn in een plan om Rusland en het Verenigd Koninkrijk in oorlog te brengen. Werd gewurgd door Ilya Gavrik.
- Jim Coaver (William Hope; 2011) Onderdirecteur van het CIA-departement in Londen. Werd in elkaar geslagen en uit een rijdend busje gegooid door huurlingen die banden hadden met Ilya Gavrik.
- Alec White (Vincent Regan; 2010) MI5 Specialist Interne Zaken.
- Alton Beecher (Colin Salmon; 2010) Hoofd CIA Liaison Officer in Londen.
- Nicholas Blake (Robert Glenister; 2006-2010) Voormalig Brits minister van Binnenlandse Zaken. Was gedwongen ontslag te nemen na beschuldigd te zijn van corruptie. Later ontmaskerd als zijnde een hooggeplaatst lid van Nightingale die opdracht gaf tot de bomaanslag op het hotel waarbij zijn opvolger als Brits Minister van Binnenlandse zaken Andrew Lawrence en Ros Myers omkwamen. Vergiftigd door Harry Pearce, nadat deze had ontdekt dat Blake een verrader was.
- Andrew Lawrence (Tobias Menzies; 2009) Minister van Binnenlandse zaken. Omgekomen tijdens dezelfde explosie waarbij Ros Myers omkwam.
- Juliet Shaw (Anna Chancellor; 2005–2007) Hoofd van Yalta en voormalig Nationaal Veiligheidscoördinator. Status onzeker.
- Sarah Caulfield (Genevieve O'Reilly; 2009) CIA agent en MI5 Liaison Officer. Minnares van Lucas North. Om het leven gebracht door een huurmoordenaar in opdracht van Nightingale nadat zij door MI5 was opgepakt en ontmaskerd werd als verraadster.
- Arkady Kachimov/Аркадий Качимов (Stuart Wilson; 2008) FSB-contact in Londen. Vermoord door Harry Pearce als wraak op Adam Carters dood.
- Wes Carter (James Dicker; 2004–2008) Zoon van Adam and Fiona. Uit de serie geschreven door en na de dood van zijn beide ouders.
- Dariush Bakhshi (Simon Abkarian; 2007) Iraans diplomaat die vermoord werd.
- Oliver Mace (Tim McInnerny; 2004, 2006) Hoofd van de Joint Intelligence Committee. Ontslagen na verkeerd handelen.
- Bob Hogan (Matthew Marsh; 2007) Senior CIA-contact.
- Jools Siviter (Hugh Laurie; 2002) MI6 Section Chief.
- Tessa Phillips (Jenny Agutter; 2002–2003) Senior Case Officer, Section K. Verliet Section D nadat Harry ontdekt had dat zij er onbestaande agenten/informanten op nahield.

## Trivia
- In de Verenigde Staten wordt de serie uitgezonden onder de naam MI5. Ook veel afleveringen hebben een andere titel dan in het Verenigd Koninkrijk.
- Matthew Macfadyen en Keeley Hawes, respectievelijk Tom Quinn en Zoe Reynolds in de eerste drie reeksen van Spooks, zijn getrouwd en hebben twee kinderen. Ook de voormalige acteurs in de serie Raza Jaffrey (Zaf Younis) en Miranda Raison (Jo Portman) zijn getrouwd geweest (met elkaar), maar inmiddels weer gescheiden.
- Zowel Olga Sosnovska (Fiona Carter) als Nicola Walker (Ruth Evershed) zijn uit de serie geschreven omdat ze zwanger waren. Nicola Walker is vanaf 2009 weer actief in de serie.
- De tweede aflevering uit seizoen 1 zorgde voor het grootste aantal klachten in 2002 bij de Broadcasting Standards Commission na de gewelddadige dood van personage Helen Flynn (Lisa Faulkner).
- Er is ook een spin-off, getiteld Spooks: Code 9. Deze speelt zich af in het jaar 2013, vlak na de Olympische Spelen in Londen, waar een grote kernbom is ontploft, waardoor MI5 zich weer aan het reorganiseren is door middel van het werven van jonge nieuwe rekruten.
- In november 2013 werd bekendgemaakt dat er een film getiteld Spooks: The Greater Good zou worden gemaakt .[12] De film, met in de hoofdrollen Peter Firth, Kit Harington en Jennifer Ehle, ging in het Verenigd Koninkrijk op 8 mei 2015 in première.